# Dello
Dello é uma comuna italiana da região da Lombardia, província de Bréscia, com cerca de 4.202 habitantes. Estende-se por uma área de 23 km², tendo uma densidade populacional de 183 hab/km². Faz fronteira com Azzano Mella, Bagnolo Mella, Barbariga, Capriano del Colle, Corzano, Longhena, Mairano, Offlaga.

## Demografia
| Variação demográfica do município entre 1861 e 2011                               |
|                                                                                   |
| Fonte: Istituto Nazionale di Statistica (ISTAT) - Elaboração gráfica da Wikipedia |